# Exultavit cor nostrum (encíclica)
Nostis et nobiscum (o Exultavit cor nostrum in Domino) es una encíclica del Papa Pío IX publicada el 21 de noviembre de 1851. Está dirigida a todos el episcopado con el fin de entregar los favores y comunión en forma de Jubileo en todas las diócesis.
El Papa elogia la lealtad a Dios, indicando que estos eran tiempos muy difíciles, señalando que con las acciones que se realizan en el contexto del año del Jubileo se fortalece el consuelo y la alegría del espíritu y la fe. Sin embargo, cabe indicar que también acota que cada vez estaba más cerca de la alegría la tristeza, debido principalmente a la evolución social, los disturbios y lo que él denomina «guerra salvaje contra todo lo católico».